# Skawa (Nowy Targ)
Pour les articles homonymes, voir Skawa.
Skawa est une localité polonaise de la gmina de Raba Wyżna et du powiat de Nowy Targ en voïvodie de Petite-Pologne.